# Corral de Almaguer
Corral de Almaguer ist eine spanische Gemeinde in der Provinz Toledo der Autonomen Region Kastilien-La Mancha. 2024 hatte die Gemeinde 5.237 Einwohner. Die Gemeindefläche beträgt 328,70 km².

## Geschichte
Die Gemeinde liegt am Ufer des Flusses Riánsares, der Name Almaguer stammt aus dem arabischen al-Magid und bedeutet Bewässerungskanal.
Es gibt Hinweise auf diese Siedlungen in der Gegend seit der Jungsteinzeit. Die Interpretation der großen Anzahl von archäologischen Überresten, vor allem durch die Ausgrabungen am Berg Cerro del Castillo Gollino mit der Entdeckung von einer ummauerten Siedlung aus der Eisenzeit. Die Untersuchung der Artefakte mittels Radiokarbonmethode C14 belegen die Richtigkeit dieser Annahme der Archäologen.
Im Jahre 1312 gewährte Diego Muñiz, Großmeister des Ordens von Santiago, das Privileg mit dem Titel Villa.
| Jahr      | 1900  | 1910  | 1920  | 1930  | 1940  | 1950  | 1960  | 1970  | 1981  | 1991  | 2000  | 2005  |
| --------- | ----- | ----- | ----- | ----- | ----- | ----- | ----- | ----- | ----- | ----- | ----- | ----- |
| Einwohner | 4.996 | 4.916 | 6.354 | 8.491 | 7.837 | 8.603 | 8.261 | 8.006 | 6.249 | 5.782 | 5.622 | 5.904 |

Seit 2007 bis heute ist Juliana Fernández de la Cueva Lominchar die Bürgermeisterin der Stadt, sie gehört der Partei Partido Popular an.

## Bekannte Personen der Stadt
- Agustín García-Gasco Vicente
- Sara Carbonero